# Spilotes pullatus
Spilotes pullatus är en ormart som beskrevs av Carl von Linné 1758. Spilotes pullatus ingår i släktet Spilotes och familjen snokar.
Denna orm förekommer i Centra- och Sydamerika från östra Mexiko till östra Paraguay, sydöstra Brasilien och nordöstra Argentina (provins Misiones). Arten lever i låglandet och i bergstrakter upp till 1500 meter över havet. Habitatet varierar mellan torra och fuktiga skogar, savanner, mangrove och odlingsmark. Födan utgörs främst av små däggdjur. Arten äter även ödlor, småfåglar och fågelägg. Honor lägger ägg.
Endast populationen i Argentina hotas av skogsavverkningar. Hela populationen antas vara stabil. IUCN listar arten som livskraftig (LC).

## Underarter
Arten delas in i följande underarter:
- S. p. pullatus
- S. p. anomalepis
- S. p. argusiformis
- S. p. maculatus
- S. p. mexicanus